# Diospyros bourdillonii
Diospyros bourdillonii är en tvåhjärtbladig växtart som beskrevs av Dietrich Brandis. Diospyros bourdillonii ingår i släktet Diospyros och familjen Ebenaceae. Inga underarter finns listade i Catalogue of Life.

## Bildgalleri

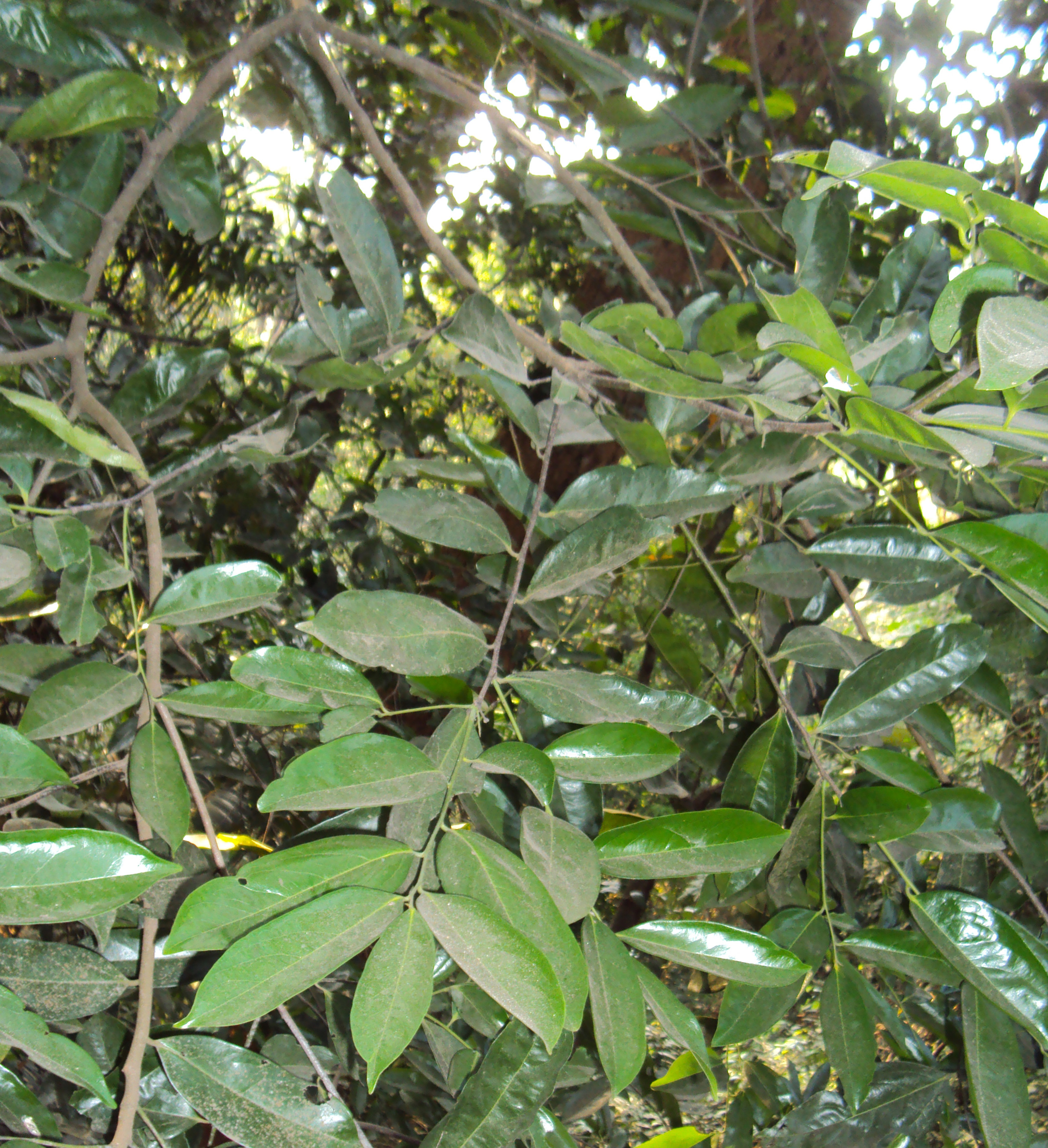
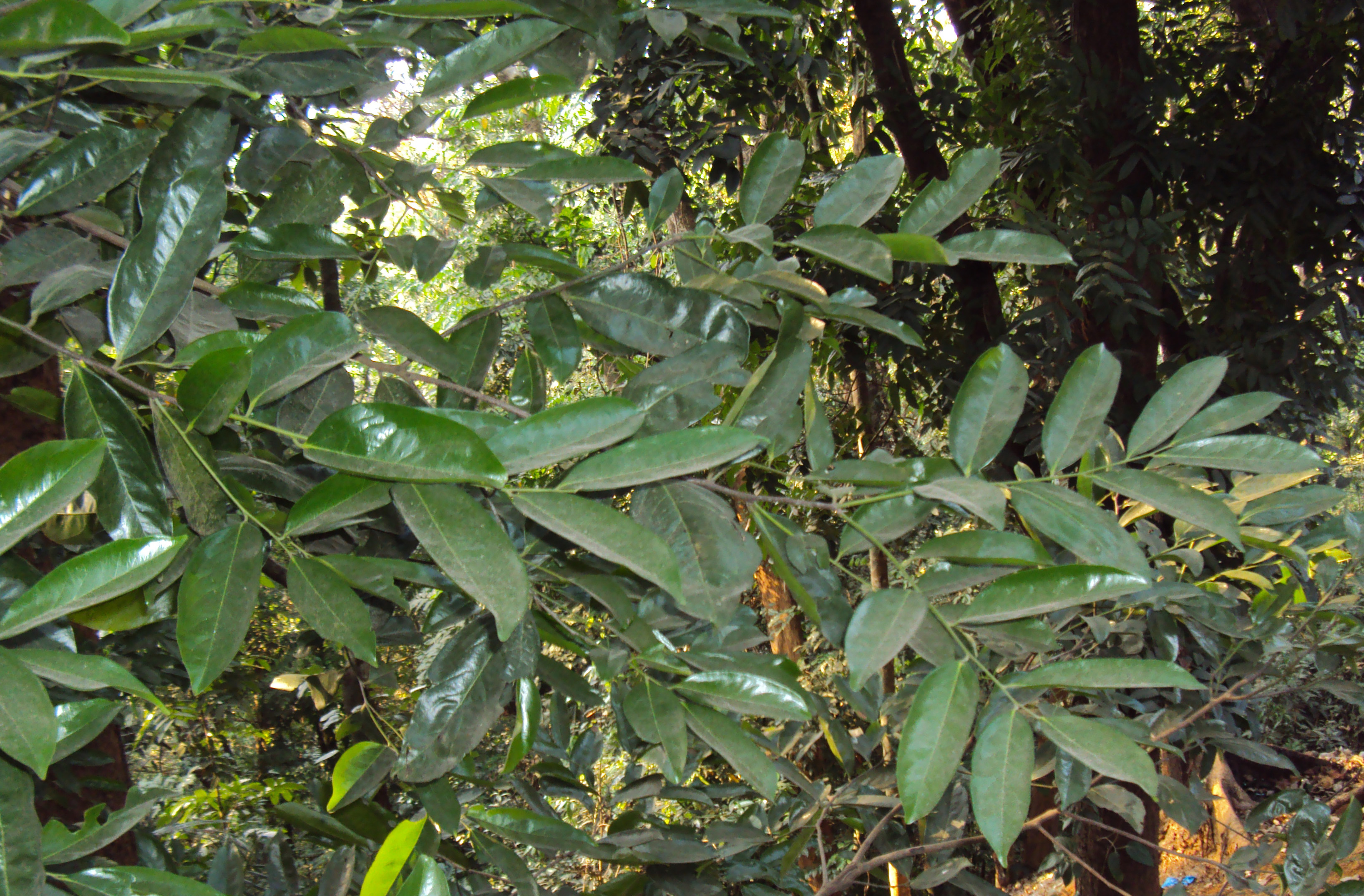
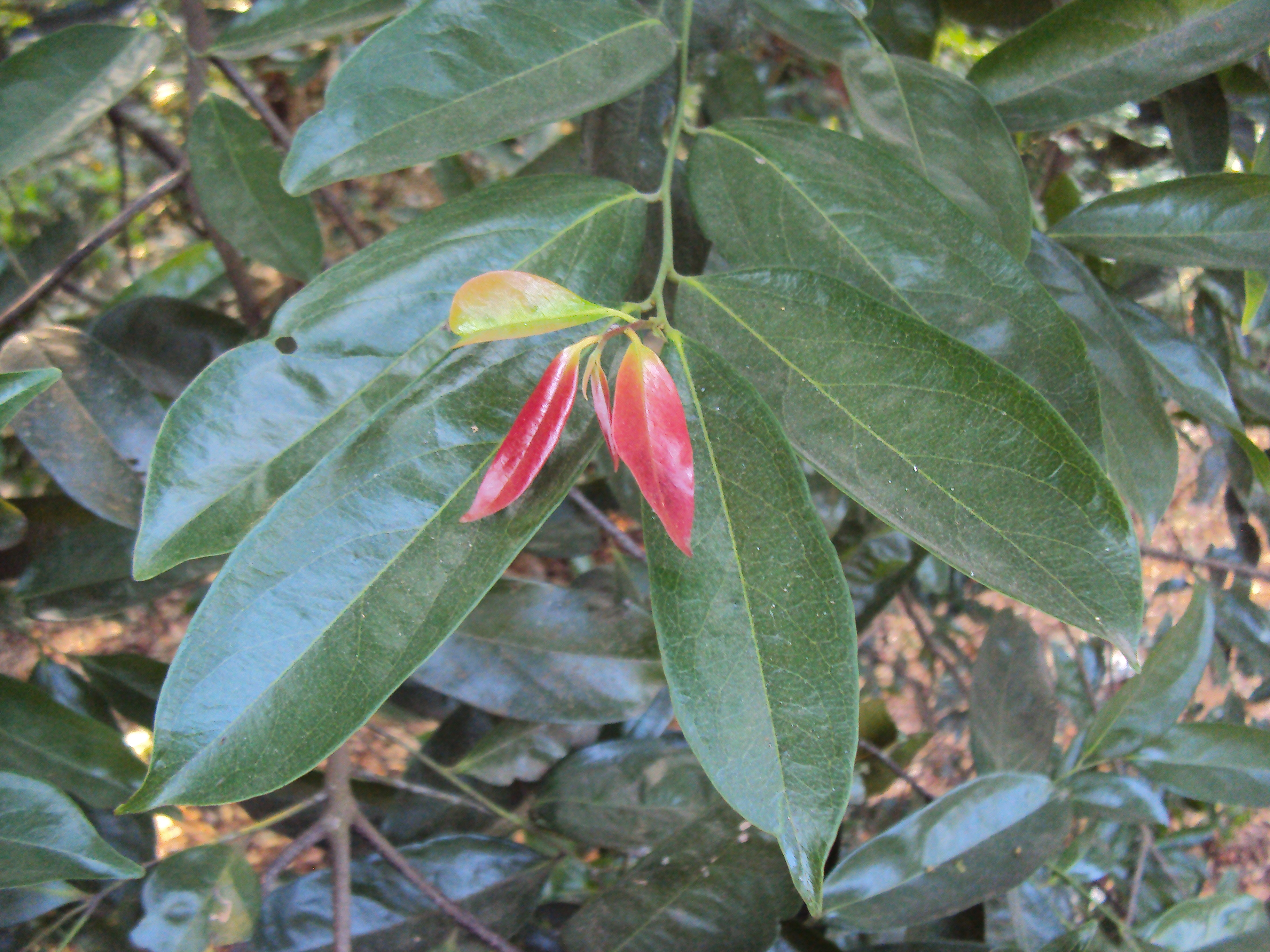
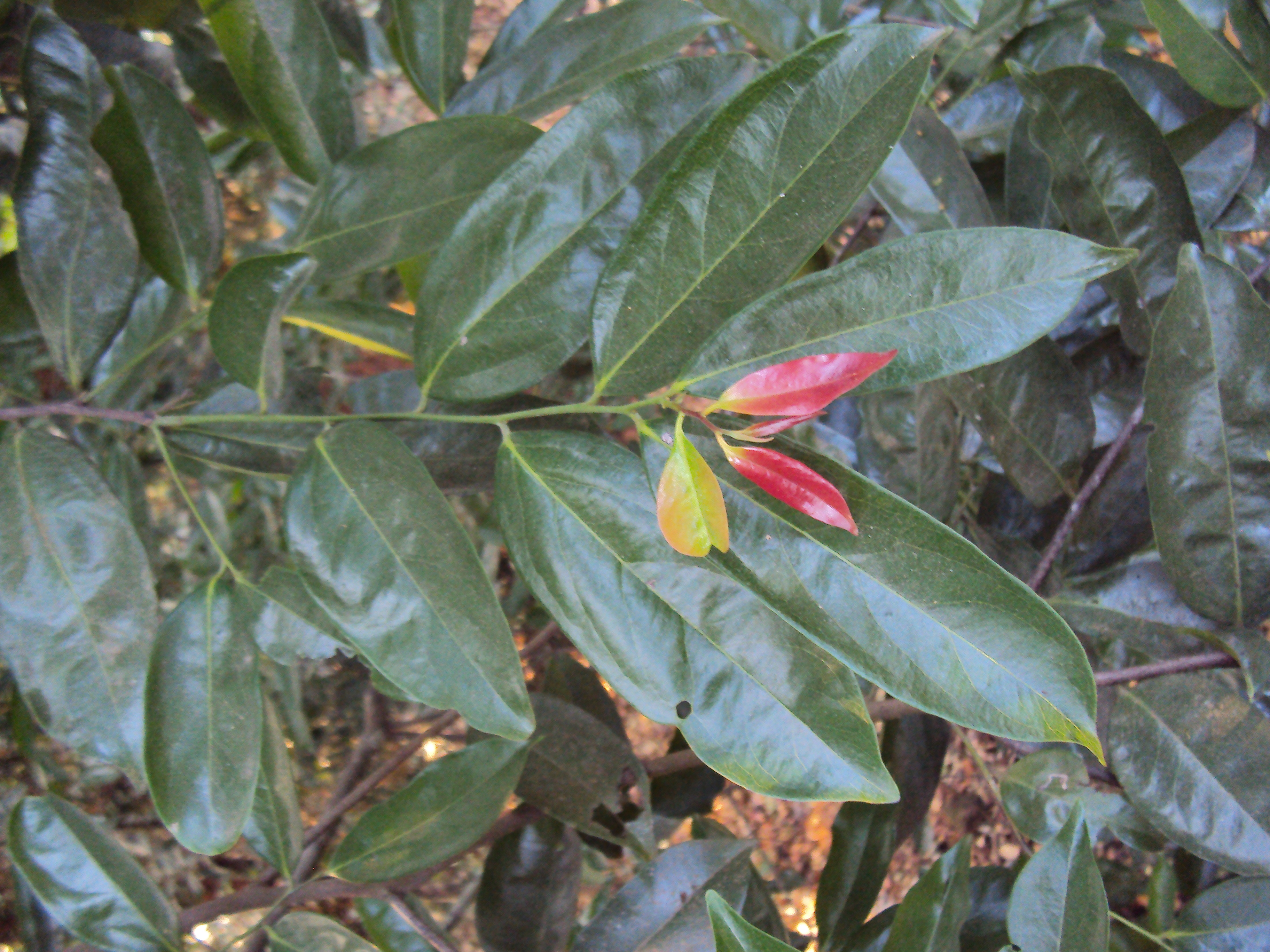